# Двоїстість Пуанкаре
У математиці, теорема двоїстості Пуанкаре, що названа на честь французького математика Анрі Пуанкаре, є основним твердженням про структуру груп гомологій та когомологій многовиду. Вона стверджує, що всі k-ті групи когомологій n-вимірного орієнтовного замкнутого многовиду M ізоморфні (n − k)-м групам гомологій M:
{\displaystyle H^{k}(M)\cong H_{n-k}(M).}

## Історія
Початковий варіант теореми двоїстості був сформульований Пуанкаре без доведення в 1893 році. Когомології були винайдені лише через два десятиліття після його смерті, тому ідею двоїстості він сформулював у термінах чисел Бетті: k-те та (n − k)-те числа Бетті замкнутого (компактного без краю) орієнтовного n-вимірного многовиду рівні:
{\displaystyle b_{k}(M)=b_{n-k}(M).}
Пізніше Пуанкаре дав доведення цієї теореми у термінах двоїстих триангуляцій.

## Сучасне формулювання
Сучасне формулювання двоїстості Пуанкаре включає поняття гомологій і когомологій: якщо M — замкнутий орієнтовний n-вимірний многовид, k — ціле число, то існує канонічний ізоморфізм k-ї групи когомологій Hk(M) в (n − k)-ю группу гомологий Hn − k(M):
{\displaystyle D:H^{k}(M)\to H_{n-k}(M)}.
Цей ізіморфізм визначається фундаментальним класом многовиду {\displaystyle [M]}:
{\displaystyle D(\alpha )=[M]\frown \alpha },
де {\displaystyle \alpha \in H^{k}(M)} — коцикл, {\displaystyle \frown } обозначає {\displaystyle \frown }-множення гомологічних та когомологічних класів.
Тут наведено гомології і когомології з коефіцієнтами в кільці цілих чисел, але ізоморфізм має місце і для довільного кільця коефіцієнтів.
Для некомпактних орієнтовних многовидів когомології в цій формулі необхідно замінити на когомології з компактним носієм.
Для {\displaystyle k<0} групи гомологій та когомологій, за означенням нульові, відповідно, згідно з двоїстістю Пуанкаре, групи гомологій і когомологій при {\displaystyle k>n} на n-вимірному многовиді є нульовими.

## Білінійне парування
Нехай M замкнутий орієнтовний многовид, позначемо через {\displaystyle \tau H_{k}(M)} кручення групи {\displaystyle H_{k}(M)}, і {\displaystyle fH_{k}(M)=H_{k}(M)/\tau H_{k}(M)} її вільну частину; всі групи гомологій беруться з цілими коефіцієнтами. Існують білінійні відображення:
{\displaystyle fH_{k}(M)\otimes fH_{n-k}(M)\to \mathbb {Z} }
і
{\displaystyle \tau H_{k}(M)\otimes \tau H_{n-k-1}(M)\to \mathbb {Q} /\mathbb {Z} .}
(Здесь {\displaystyle \mathbb {Q} /\mathbb {Z} } — адитивна факторгрупа групи раціональних чисел за цілими.)
Перша форма називається індексом перетину, друга — коефіцієнтом зачеплення. Індекс перетину визначає невироджену двоїстість між вільним частинами груп {\displaystyle H_{k}(M)} і {\displaystyle H_{n-k}(M)}, коефіцієнт зачеплення — між крученнями груп {\displaystyle H_{k}(M)} і {\displaystyle H_{n-k-1}(M)}.
Твердження про те, що ці білінійні парування визначають двоїстість, означає, що відображення
{\displaystyle fH_{k}(M)\to \mathrm {Hom} _{\mathbb {Z} }(fH_{n-k}(M),\mathbb {Z} )}
і
{\displaystyle \tau H_{k}(M)\to \mathrm {Hom} _{\mathbb {Z} }(\tau H_{n-k-1}(M),\mathbb {Q} /\mathbb {Z} )}
є ізоморфізмами груп.
Цей результат є наслідком двоїстості Пуанкаре {\displaystyle H_{k}(M)\simeq H^{n-k}(M)} і теореми про універсальні коефіцієнти, що дають рівності {\displaystyle fH^{n-k}(M)\equiv \mathrm {Hom} (H_{n-k}(M);\mathbb {Z} )} и {\displaystyle \tau H^{n-k}(M)\equiv \mathrm {Ext} (H_{n-k-1}(M);\mathbb {Z} )\equiv \mathrm {Hom} (\tau H_{n-k-1}(M);\mathbb {Q} /\mathbb {Z} )}. Таким чином, групи {\displaystyle fH_{k}(M)\simeq fH_{n-k}(M)} є ізоморфними, хоча і не існує природного ізоморфізму, і, аналогічно, {\displaystyle \tau H_{k}(M)\simeq \tau H_{n-k-1}(M)}.